# Joseph Laniel

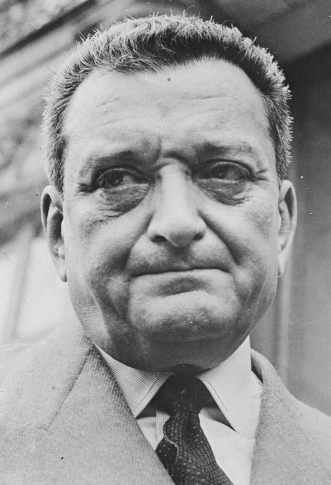
Joseph Laniel

Joseph Laniel (* 12. Oktober 1889 in Vimoutiers, Département Orne; † 8. April 1975 in Paris) war ein französischer Politiker (AD, PRL, CNIP).

## Biographie
Er war von 1932 bis 1940 sowie von 1945 bis 1958 Abgeordneter des Départements Calvados in der Nationalversammlung. Sein erstes Regierungsamt bekleidete er 1940 in der Regierung von Paul Reynaud als Unterstaatssekretär im Finanzministerium.
Im Juli 1940 stimmte er der Übertragung außerordentlicher Vollmachten auf Marschall Philippe Pétain zu. Dennoch wurde er später Mitglied der Résistance und zählte zu den Gründern des Conseil National de la Résistance. Am 26. August 1944 nahm er an der Seite von Charles de Gaulle und Georges Bidault an der Befreiung von Paris teil. Er gründete 1945 eine Partei der gemäßigten Rechten, den Parti républicain de la liberté (PRL), der sich 1951 mit den „Indépendants“ zum Centre national des indépendants et paysans (CNIP) zusammenschloss.

## Regierungsämter
- Staatssekretär für Finanzen und Wirtschaft in der Regierung André Marie (26. Juli 1948–5. September 1948)
- Minister für Post und Fernmeldewesen in der Regierung René Pleven (11. August 1951–4. Oktober 1951)
- Staatsminister in der Regierung René Pleven (4. Oktober 1951–20. Januar 1952)
- Staatsminister in der Regierung Edgar Faure (20. Januar 1952–8. März 1952)
- Ministerpräsident (27. Juni 1953–12. Juni 1954)

## Regierungszeit
Mit einer Amtszeit von fast einem Jahr gehörte die Regierung von Joseph Laniel zu den stabileren Regierungen der IV. Republik.
Sie sah sich mit sozialen Konflikten, der tiefen Spaltung der öffentlichen Meinung in der Frage der Europäischen Verteidigungsgemeinschaft (EVG) und der Intensivierung des Indochina-Konflikts konfrontiert. Zwar konnte seine Politik der Haushaltsdisziplin die Inflation eindämmen, doch das Wachstum verlangsamte sich und die Arbeitslosigkeit kehrte zurück. Im Juli 1953 erhielt er für drei Monate die Ermächtigung, durch Gesetzesdekrete in wirtschaftliche und soziale Angelegenheiten direkt einzugreifen. Er hob das Renteneintrittsalter von Beamten und Angestellten des öffentlichen Dienstes um zwei Jahre an. Das löste einen dreiwöchigen Proteststreik der Gewerkschaft CGT aus. Seine vergeblichen Versuche, den Streik zu brechen, und die militärische Niederlage in der Schlacht um Dien Bien Phu im Mai 1954 führten zum Sturz der Regierung von Joseph Laniel und dem Ende seiner politischen Karriere. Pierre Mendès France wurde sein Nachfolger. 
Während seiner Amtszeit trat Laniel 1953 bei der Wahl zum Staatspräsidenten an, der in der IV. Republik von beiden Parlamentskammern gewählt wurde. Nach dem 11. Wahlgang zog er jedoch seine Kandidatur zurück; gewählt wurde im 13. Wahlgang René Coty, der wie Laniel dem CNIP angehörte.
1956 veröffentlichte Laniel unter dem Titel Le Drame indochinois. De Dien Bien Phu en pari de Genève ein Buch zu seiner persönlichen Rechtfertigung.